# La Constancia Mexicana

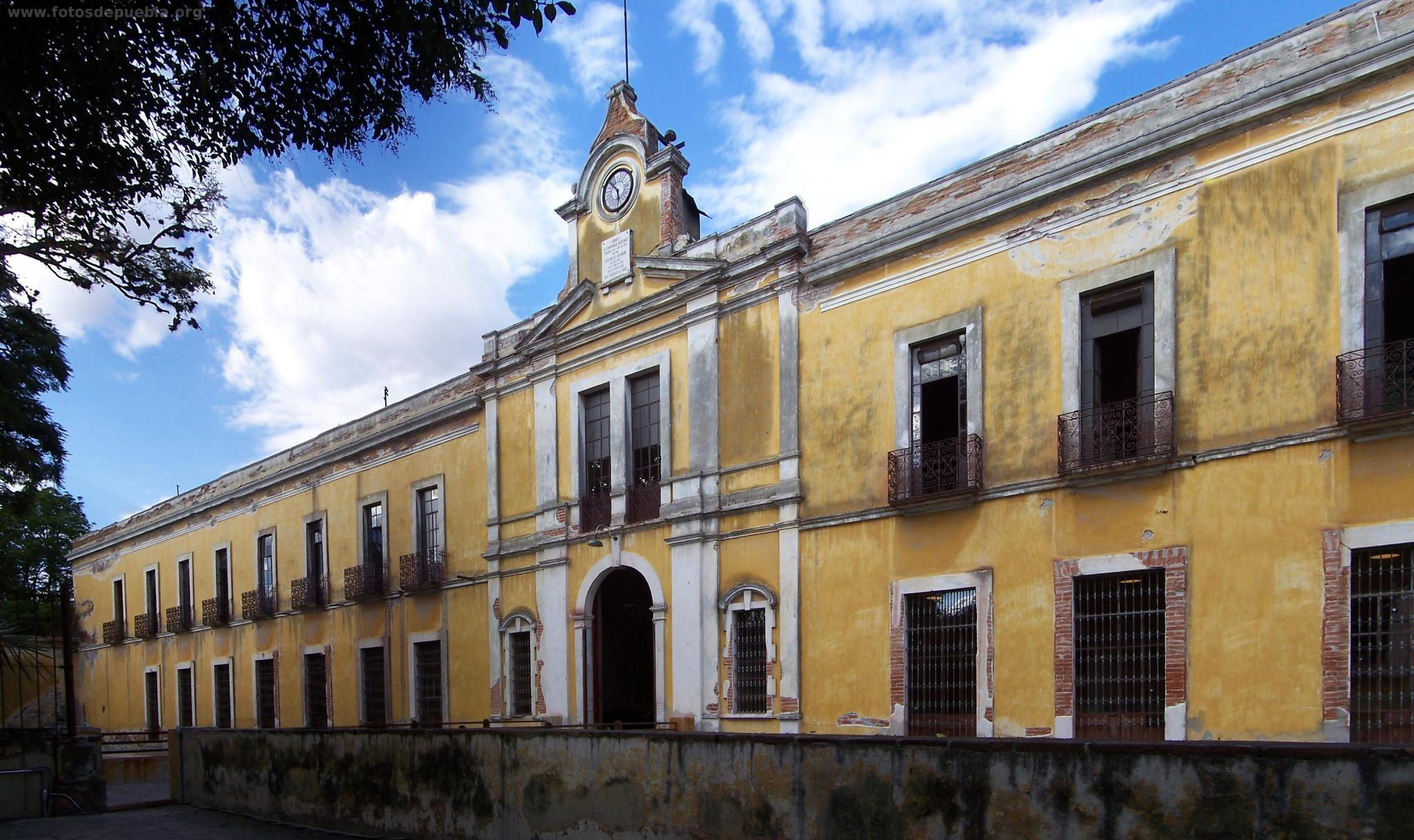

La Constancia Mexicana es el nombre de una antigua fábrica textil, ubicada en Puebla de Zaragoza, la primera fábrica textil mecanizada y la primera que utilizó la energía hidráulica en México para mover su maquinaria, formó parte de los inicios de la industria textil de América Latina. Fue instalada en 1835 y permaneció en operaciones hasta 1991. Cuenta con una área de 52 mil metros cuadrados. 

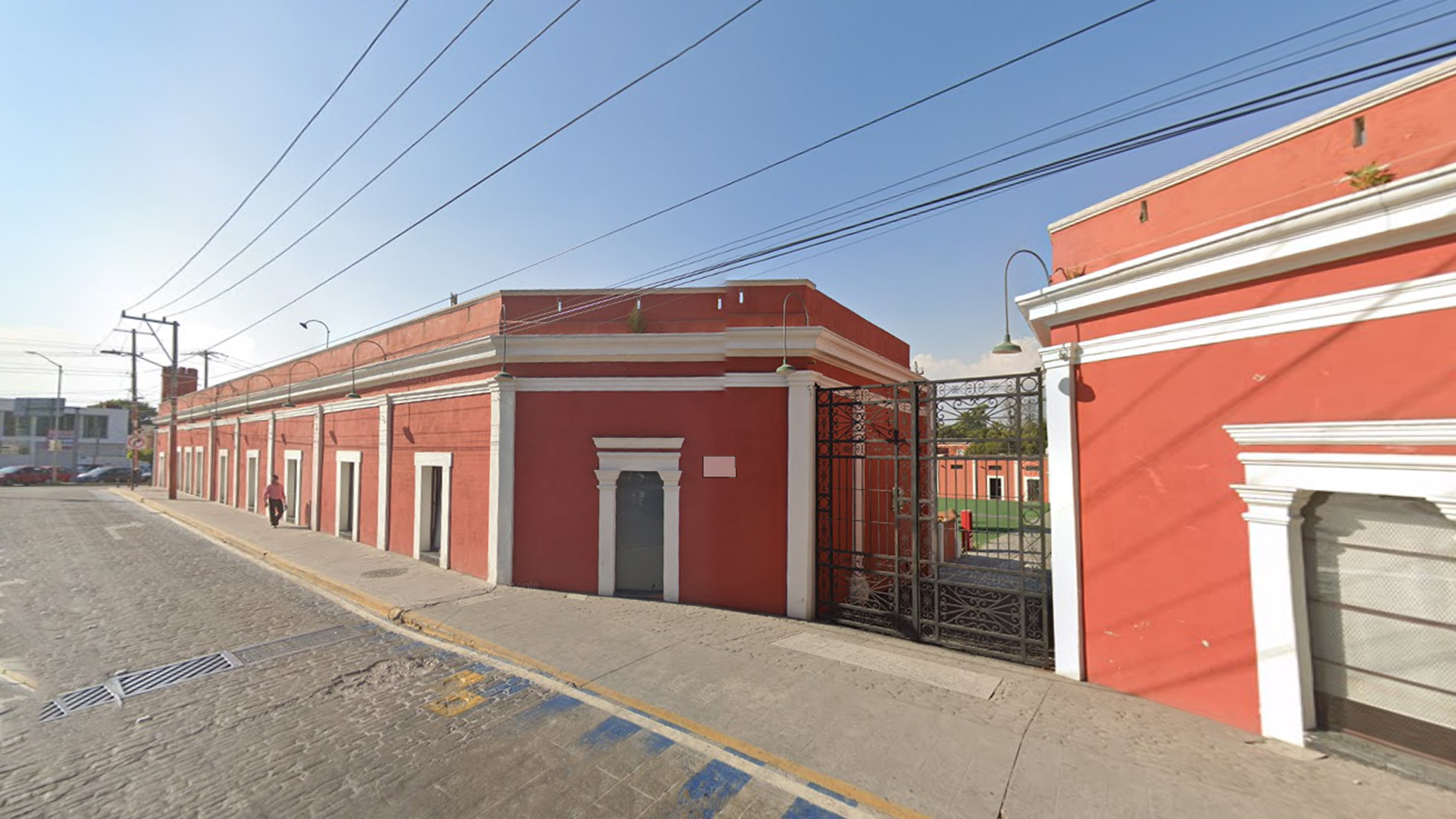
La Constancia Mexicana

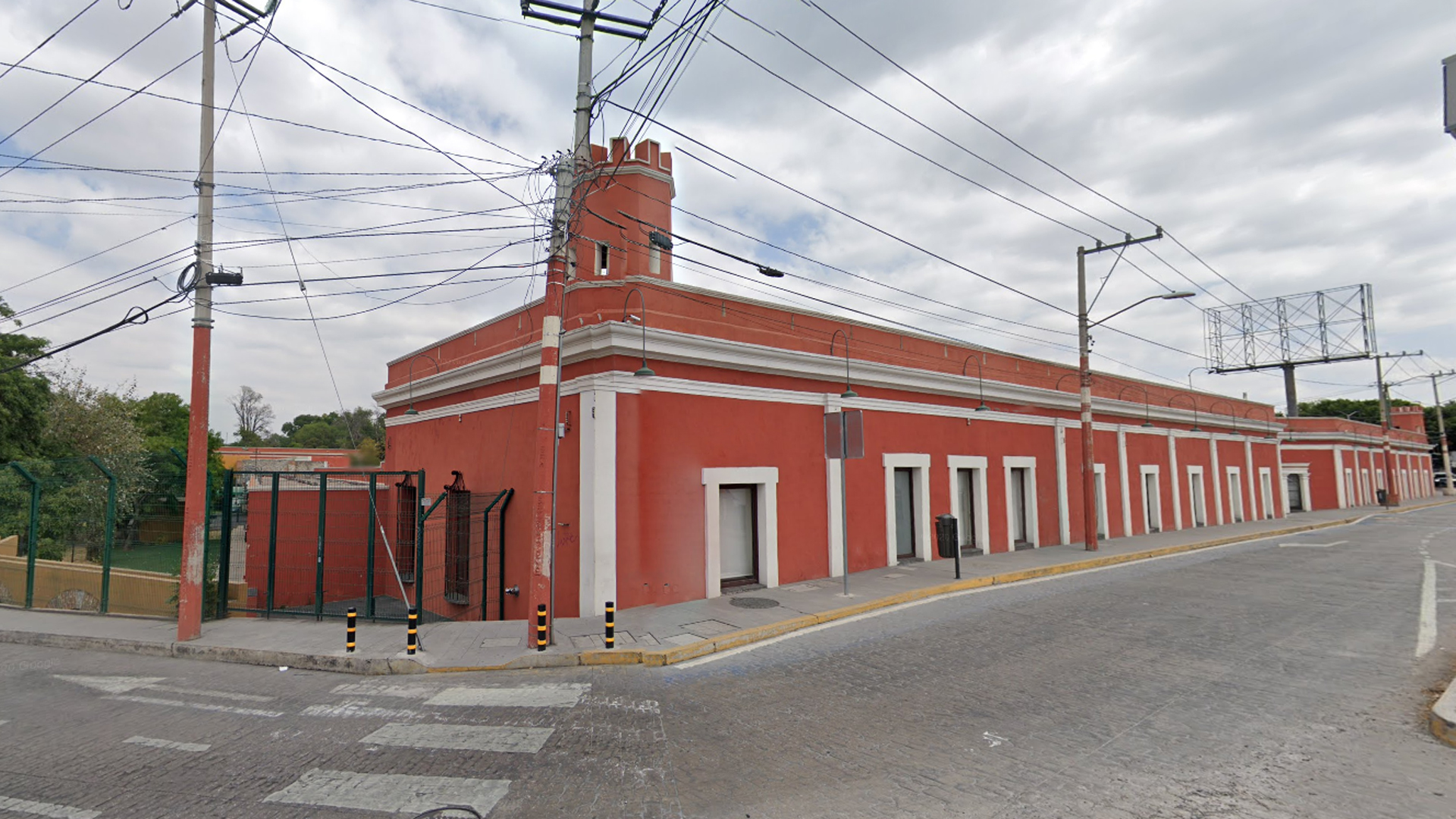
La Constancia Mexicana

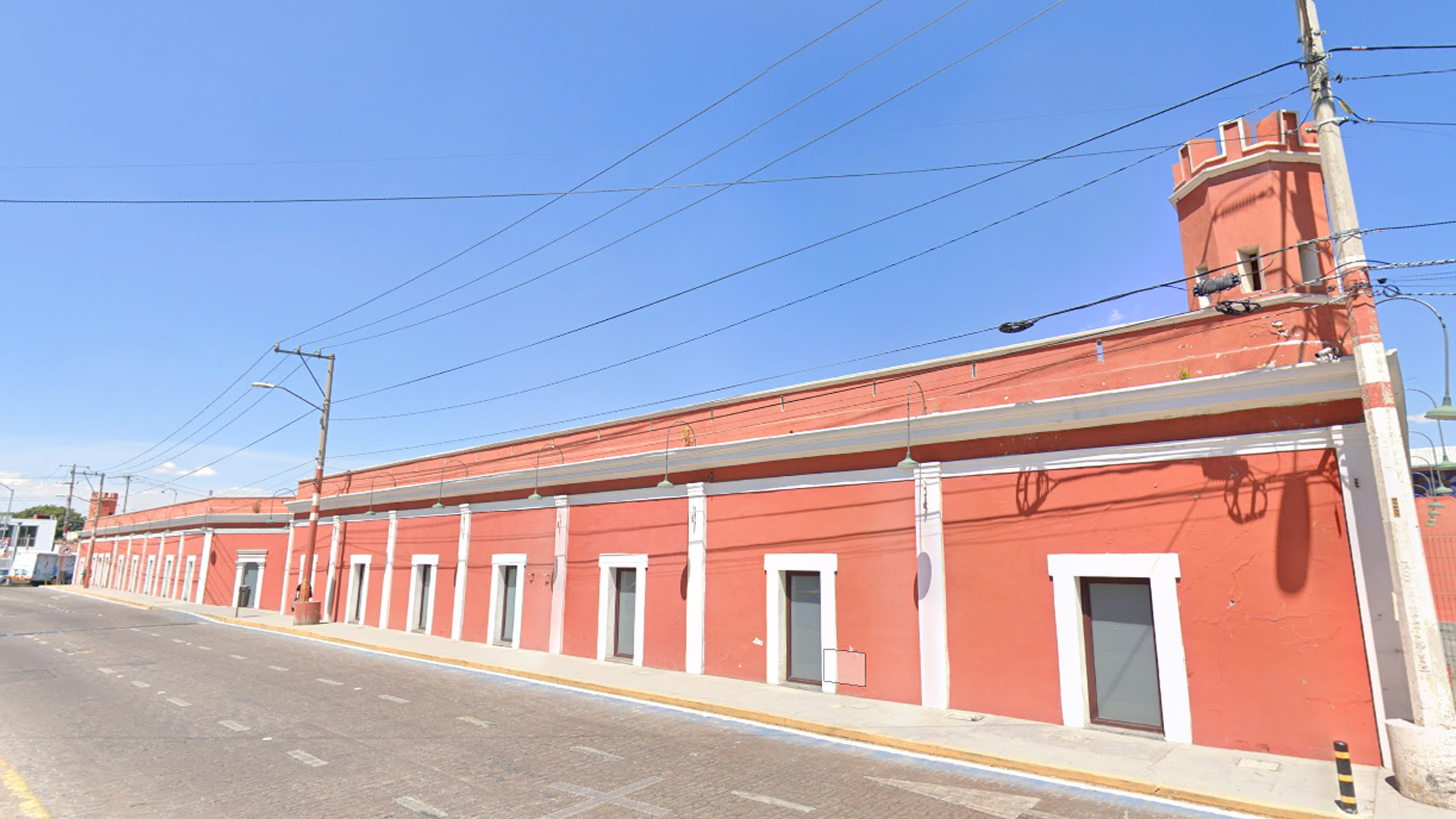
La Constancia Mexicana

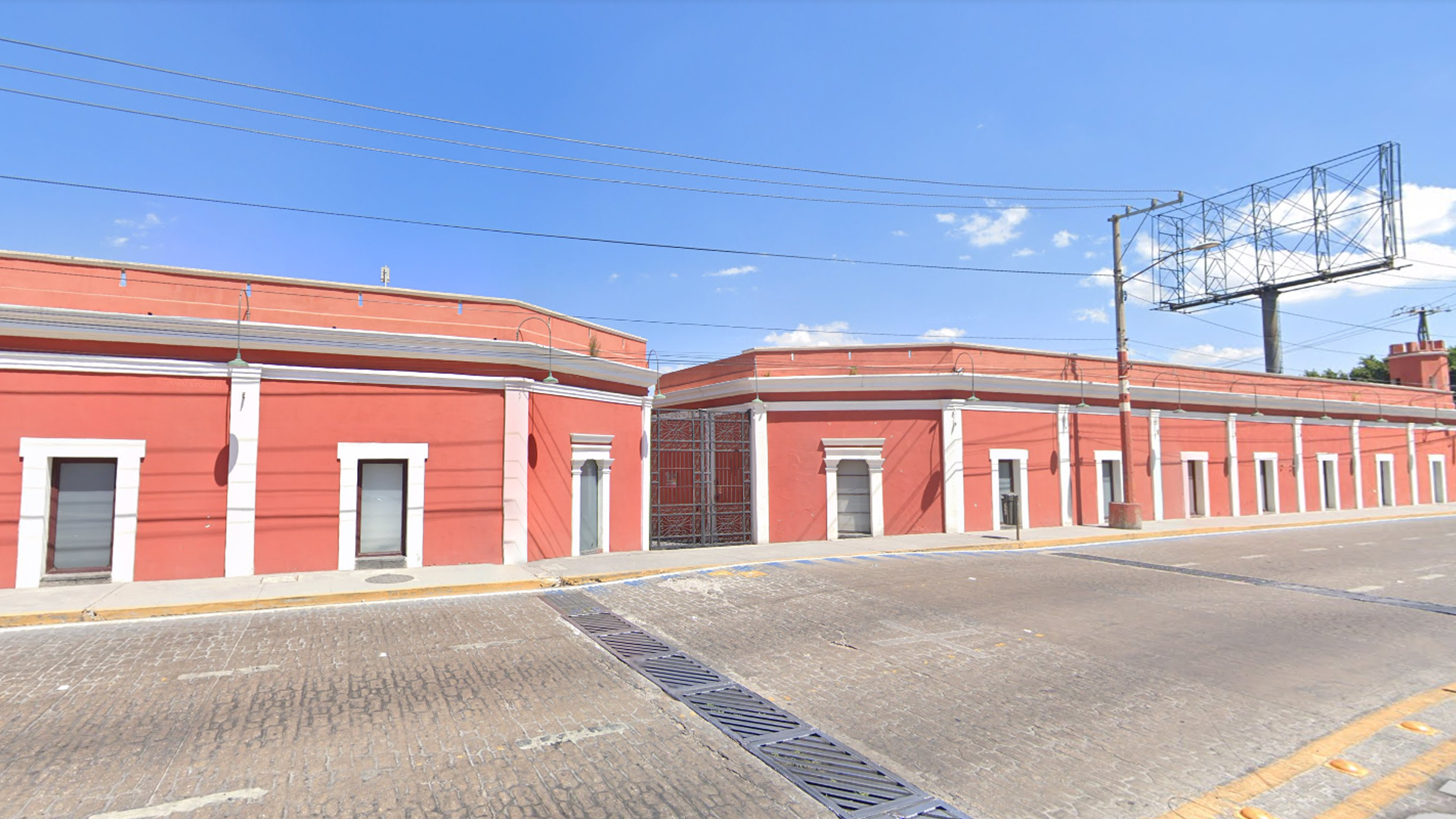
La Constancia Mexicana

## Historia
Comenzó sus operaciones el 7 de enero de 1835. Sus fundadores fueron Esteban de Antuñano y Gumersindo Saviñón, para instalar la factoría los socios adquirieron unos de los ranchos que los frailes de la orden de predicadores (de Santo Domingo Guzmán)  tenía en propiedad desde 1576 y se instaló en el viejo molino de Santo Domingo, situado a unos 5 kilómetros del centro de la ciudad de Puebla, en las riberas del río Atoyac. Primera de las fábricas textiles de Puebla, la industria se desarrolló aprovechando la industria harinera presente en la región y las diferentes instalaciones de molino, lo que permitió la modernización de esta nueva industria mecanizada.
Durante los primeros años las máquinas inglesas y norteamericanas se movían con energía hidráulica, generada por el río Atoyac en molinos de madera y piedra, mismos que molían harina de trigo y maíz cosechados en los alrededores durante la época virreinal
Durante los primeros años del siglo XX se compraron tres turbinas de reacción tipo Francis, producidas por la empresa suiza Escher & Wyss, que siguieron aprovechando la fuerza del agua para  generar energía eléctrica con qué mover la maquinaria  
Establecimiento industrial importante de la región, la fábrica de hilados y tejidos se constituyó también en un centro de población relevante. Esteban de Antuñano fue dueño del establecimiento hasta su muerte, en marzo de 1847. Alrededor de 1910 Francisco M. Conde adquirió la factoría, posteriormente en 1934 fue comprada por la familia Barbaroux, que se mantuvo hasta 1960. Miguel Barbaroux fue el último propietario de la fábrica y la cedió a los obreros como saldo finiquito del pasivo laboral que la empresa tuvo con ellos. Los trabajadores siguieron administrando la factoría hasta 1976.
En 1991 cerró definitivamente sus operaciones. Fue expropiada por el gobierno del estado de Puebla, en 2001, y se anunció la construcción de un Centro Nacional de las Artes dedicado a museo, auditorio y una escuela de música y un proyecto para rescatar todo su conjunto arquitectónico del inmueble que mostraba daño estructural.
El 24 de febrero de 2012 se inauguró en “La Constancia Mexicana” la Sede Nacional de las Orquestas Sinfónicas y Coros Esperanza Azteca, que se recuperó y remodeló con el apoyo del Gobierno de Puebla y de la Fundación Azteca de Grupo Salinas.
La Constancia, también alberga dentro de sus instalaciones cuatro museos: Museo Infantil La Constancia Mexicana (En la parte que antes se destinaba para tejer), Casa de la Música de Viena, Casa del Títere Marionetas Mexicanas (En la parte que antes era el almacén) , Museo de la Música Mexicana “Rafael Tovar y de Teresa”.

## Etapas de desarrollo

### Etapa I, Molino de Santo Domingo (1543-1835)
Comprendida entre el establecimiento de un molino de pan por parte de Don Juan López de la Rosa, su paso a propiedad de la orden de Santo Domingo a partir de 1576 y hasta la compra del inmueble por parte de la sociedad fundada por Esteban de Antuñano y Gumersindo Saviñon en 1834. El edificio destinado a albergue de los monjes dominicanos -que administraban las actividades agrícolas en los terrenos de la orden y el subsiguientes proceso de molienda de los productos cosechados- y al lado de esta edificación se localizaba un edificio destinado a las actividades administrativas del conjunto. La división de estos daba paso a una explanada alrededor de la cual se localizaban bodegas y áreas de servicio y salas de molienda. Al fondo de esta explanada se localizó un puente que daba acceso a un gran patio donde existieron dos edificaciones, una de ellas utilizada como granero, para preparar los productos que serían llevados posteriormente a las salas de molienda localizadas al lado opuesto.

### Etapa II,Fábrica textil La Constancia Mexicana(1835-1906)
Comprendida entre la fundación de la fábrica textil y su venta a Francisco M. Conde en 1906. Durante esta etapa se estableció la gran sala de telares, uniendo los dos edificios del antiguo Molino de Santo Domingo al extremo norte del conjunto. El patio se conservó, teniendo de esta manera la primera reutilización de espacios y estructuras en el sitio. En esta época se agregó al conjunto el templo católico -con una fisonomía distinta a la actual- y un núcleo de habitaciones para trabajadores, con el caserío rodeando una gran explanada al frente del conjunto. Dado que el responsable de la ampliación de las estructuras arquitectónicas y diseñador de la fachada de la fábrica fue José Manzo (según Sánchez Flores, 2002), consideramos que él mismo, y en esta época, diseñó también la fachada del templo católico, puesto que el estilo de ambas es similar.

### Etapa III, Fábrica textil La Constancia Mexicana (1906-1986)
Comprende el periodo entre la venta de la fábrica a Francisco M. Conde en 1906 y su cierre en 1986. Los eventos relevantes de esta etapa son, básicamente, la ampliación de las salas para albergar maquinaria, la instalación de canalización para llevar agua a las tres turbinas de reacción Escher & Wyss, la construcción de la planta alta sobre la sala de telares -sala de trociles- y la adecuación y construcción, mediante el relleno y clausura de las salas de molienda del antiguo molino de harinas, de un conjunto habitacional para empleados de confianza.

### El sistema hidráulico
Entre todos los elementos que dan valor al conjunto destaca la esencia de La Constancia Mexicana en todas sus etapas de desarrollo; esto es, la manera en que la corriente del río Atoyac y el afluente de San Jerónimo fueron aprovechados para producir harina en el siglo XVI, hilos y telas en los siglos XIX y XX.

### Las primeras fábricas textiles de Puebla (1835-1845)[5]
| La Constancia Mexicana  | Molino Grande de Santo Domingo/Río Atoyac      | 1835        |
| Benevolencia o Amatlán  | Molino de San Juan Bautista Amatlán/Río Atoyac | 1838        |
| El Patriotismo          | Hacienda de Santo Domingo/Río Atoyac           | 1839        |
| La Teja                 | Molino de La Teja/Río San Francisco            | 1839 aprox. |
| El Mayorazgo            | Molino de El Mayorazgo/Río Atoyac              | 1841        |
| Molino de Enmedio       | Molino de Enmedio/Río Atoyac                   | 1841 aprox. |
| Santa Cruz de Guadalupe | Molino de Santa Cruz Guadalupe/Río Atoyac      | 1842 aprox. |
| Guadalupe               | Molino de Guadalupe/Río San Francisco          | 1843        |
| El Carmen               | Molino de El Carmen/Río San Francisco          | 1843        |
| La Economía             | Molino Chico de Santo Domingo/Río Atoyac       | 1843        |
| La Esperanza            | Atlixco                                        | 1843        |
| La Providencia          | Atlixco                                        | 1843        |
| La Luz del Siglo        | Atlixco                                        | 1843        |
| La Amistad              | Molino de El Santo Crísto/Río Alseseca         | 1845 aprox. |